# Podocarpus acuminatus
Podocarpus acuminatus é uma espécie de conífera da família Podocarpaceae.
Pode ser encontrada nos seguintes países: Brasil e Venezuela.